# District de Shōzu
Le district de Shōzu (小豆郡, Shōzu-gun) est un district de la préfecture de Kagawa au Japon.
Selon l'estimation du 1er décembre 2011, sa population était estimée à 31 208 habitants pour une superficie de 170,02 km2, donnant ainsi une densité de population de 184 hab./km2.

## Municipalités du district
- Shōdoshima
- Tonoshō